# Língua pisamira
Pisamira é uma língua tucana. Ethnologue o identifica erroneamente como um dialeto do Tucano.

## Fonologia
Pisamira registra seis vogais /a e i ɨ o u/ que podem ser orais ou nasais, e onze fonemas consonantais. As consoantes /g, t͡ʃ, r/ têm distribuição restrita e raramente ou nunca aparecem no início de raízes.
|                   |                   | Labial | Apical | Palatal | Velar | Glotal |
| ----------------- | ----------------- | ------ | ------ | ------- | ----- | ------ |
| Oclusivas         | surdas            | p      | t      |         | k     |        |
| Oclusivas         | sonoras           | b      | d      |         | ɡ     |        |
| Aproximantes      | Aproximantes      | ʋ      |        | ʝ       |       | h      |
| Africados         | Africados         |        |        | t͡ʃ      |       |        |
| Vibrante Múltiple | Vibrante Múltiple |        | r      |         |       |        |